# Persea ruizii
Persea ruizii är en lagerväxtart som beskrevs av Macbride. Persea ruizii ingår i släktet avokador, och familjen lagerväxter. Inga underarter finns listade i Catalogue of Life.